# Erica hexensis
Erica hexensis är en ljungväxtart som beskrevs av E.G.H. Oliver. Erica hexensis ingår i släktet klockljungssläktet, och familjen ljungväxter. Inga underarter finns listade i Catalogue of Life.